# Anne Emery-Torracinta
Anne Emery-Torracinta, née le 17 octobre 1958 à Genève, est une personnalité politique genevoise, membre du Parti socialiste.
Elle est conseillère d’État du canton de Genève chargée du département de l'instruction publique, de la culture et du sport du 10 décembre 2013 au 31 mai 2023 et présidente du Conseil d’État en 2020-2021.

## Biographie
Anne Emery-Torracinta est la fille aînée de Claude Torracinta, journaliste suisse (notamment créateur de l’émission Temps présent), et de Claire Torracinta-Pache, ancienne députée au Parlement genevois et auteure d’un essai sur les femmes en politique.
Elle suit la majorité de sa scolarité à Genève, sauf entre 1966 et 1969 lorsque son père est correspondant pour la Tribune de Genève à Paris,. Elle se trouve donc dans la capitale française en mai 68,.
Elle étudie l’histoire économique et sociale à l’Université de Genève puis devient, en 1978, enseignante d’histoire dans un collège et une école de commerce,,. En parallèle, elle obtient en 2005 un certificat universitaire en management des institutions sociales.
Mariée depuis 1981, elle est mère de trois enfants. Sa fille aînée, autiste, la pousse à s’engager dans la défense des personnes présentant un handicap mental,,. Ainsi, elle est depuis 2002 présidente d’Insieme-Genève, l’Association genevoise de parents et amis de personnes vivant avec une déficience intellectuelle. Le journaliste Valentin Emery, lauréat du prix 2017 du meilleur jeune journaliste, producteur et présentateur de l’émission « Forum » sur la Radio télévision suisse, est son fils.

### Parcours politique
Membre du Parti socialiste genevois depuis 1984, elle en est la vice-présidente entre 2010 et 2012. Elle siège de 2005 à 2013 comme députée au Grand Conseil du canton de Genève, occupe le poste de chef de groupe entre 2008 et 2010 et préside en 2013 la commission des finances. Par ailleurs, elle siège à la commission des affaires sociales, dont elle est la vice-présidente.
En 2009, elle se porte candidate à la candidature du Parti socialiste genevois pour le Conseil d'État du canton de Genève, mais les membres du parti désignent Véronique Pürro, qui échoue lors de l’élection,,,.
En 2009, Anne Emery-Torracinta est l’instigatrice de l’initiative populaire « Pour des allocations familiales dignes de ce nom ! » qui, après avoir récolté le nombre de signatures nécessaires, est adoptée par le Parlement genevois en juin 2011,,,,. C’est la première fois depuis 17 ans qu’une initiative populaire législative est acceptée par le Grand Conseil du canton de Genève.
En 2012, à la suite de la démission de Mark Muller du Conseil d'État, l’assemblée du Parti socialiste décide de la présenter à l’élection partielle. Malgré le soutien de toute la gauche genevoise, elle échoue avec 28 % des voix face à Pierre Maudet, alors maire de la ville de Genève qui obtient 39,4 %.

#### Conseillère d'État
Son parti la désigne à nouveau en 2013 pour l’élection au Conseil d'État. Obtenant le meilleur score socialiste au premier tour, elle est confirmée pour le second et élue conseillère d'État le 10 novembre 2013.
Le 27 novembre, elle est chargée du département de l'instruction publique (DIP), de la culture et du sport au sein du Conseil d'État qui entre en fonction le 10 décembre. Son mari Pascal Emery démissionne alors de son poste de directeur de collège pour éviter tout conflit d’intérêt.
Le 13 mai 2017, Thierry Apothéloz, Sandrine Salerno et Anne Emery-Torracinta sont désignés par le congrès du parti comme candidats socialistes aux élections gouvernementales genevoises du printemps 2018. Ce résultat ébranle une certaine frange « de gauche » du parti qui considère que les trois candidats désignés représentent une aile « droite » plus modérée du parti genevois, qui est d'ailleurs un des plus à gauche du pays. Des accusations de biais démocratiques sont lancées, notamment concernant les sections de la ville de Vernier et de la ville de Genève.
Le 6 mai 2018, elle est réélue au Conseil d'État, arrivant en 6e position lors du second tour. Elle reprend la charge du département consacré à la formation et à la jeunesse (avec notamment le DIP).
Le 13 septembre 2018, elle est provisoirement nommée vice-présidente du Conseil d’État en remplacement d'Antonio Hodgers, qui assure l'intérim de la présidence à la suite de la suspension de Pierre Maudet en raison d'une enquête à son encontre.
Du 17 octobre 2020 au 31 mai 2021, elle est présidente du Conseil d'État.